# NGC 6293
NGC 6293是在星座蛇夫座的一個球狀星團。它在夏普力-索耶集中度分類法的類型是IV。 它是美國天文學家路易斯·斯威夫特於1885年7月8日發現的。像許多其它的球狀星團一樣，它的距離並不為人所知；它可能在距離地球31000至52000光年之間的任何地方。

## 外部連結
- 维基共享资源上的相關多媒體資源：NGC 6293